# Internationale Federatie voor de Mensenrechten
De Internationale federatie voor de mensenrechten (Frans: Fédération internationale des droits de l'homme (FIDH)) is een overkoepelende organisatie van wereldwijd 164 mensenrechtenorganisaties die zich inzet ter bevordering van het respect voor mensenrechten, zoals vastgelegd in de Universele verklaring van de rechten van de mens. 
De FIDH is opgericht in 1922 en zet zich in voor bescherming van slachtoffers van mensenrechtenschendingen, het voorkomen daarvan en een juridische vervolging van allen die mensenrechten schenden.
FIDH zet zich op verschillende terreinen in voor het behalen van deze doelstellingen. Activiteiten zoals juridisch advies inwinnen, bijwonen van processen, onderzoek, advocatuur en procesvoering behoren tot de kerntaken van de FIDH. Daarnaast adviseert FIDH intergouvernementele organisaties over beleidszaken met betrekking tot mensenrechten. Ook zet FIDH zich met behulp de media in om het grote publiek bewust te maken van mensenrechtenschendingen. Het internet neemt daarbij de belangrijkste rol in als doorgeefluik van schendingen van mensenrechten. FIDH wil mensen aansporen om zich in te zetten voor bescherming van mensenrechten wereldwijd.
FIDH heeft een waarnemersstatus bij de VN, UNESCO, de Raad van Europa, de Organisatie voor Veiligheid en Samenwerking in Europa en de Afrikaanse Commissie van Mensen- en Volkerenrechten. Elke drie jaar is er een FIDH congres waarbij het beleid voor de komende periode wordt vastgesteld. Daarnaast wordt ook de Internationale raad van bestuur gekozen. Het dagelijkse secretariaat bestaat voornamelijk uit vrijwilligers en een klein aantal vaste werknemers. Omdat de FIDH een onafhankelijke organisatie is komt 80% van haar inkomen voort uit donaties en giften.